# Maurizio Ganz
Pour les articles homonymes, voir Ganz.
Maurizio Ganz (né le 13 octobre 1968 à Tolmezzo, dans la province d'Udine, dans le Frioul-Vénétie Julienne) est un footballeur italien.

## Biographie
Maurizio commence sa carrière à la Sampdoria de Gênes en 1985. À Parme, en 1989-1990, il aidera le club à monter en Serie A. Dès lors, il changera de club de nombreuses fois. Il deviendra un buteur redouté lorsqu'il connaîtra sa période la plus faste en jouant successivement pour les deux rivaux milanais, l'Inter (de 1995 à 1997), puis le Milan AC (de 1997 à 2001). Lors de la saison 1996-1997, en 1/2 finale aller de la Coupe de l'UEFA, il inscrit un doublé contre l'AS Monaco. Après une pige en Suisse à Lugano, il termine sa carrière au Pro Vercelli.
En 1993, il a été appelé deux fois en équipe nationale, mais n'est pas rentré en jeu. Il joue un match pour l'équipe de Padanie, où il marque un hat-trick. Il aura marqué 204 buts en 469 rencontres durant sa carrière.
Il a un fils, Simone Andrea Ganz qui joue actuellement dans les équipes de jeunes du Milan AC.

## Palmarès

### En club
- Champion d'Italie en 1999 avec le Milan AC
- Vainqueur de la Coupe d'Italie en 1988 avec la Sampdoria de Gênes
- Finaliste de la Coupe de l'UEFA en 1997 avec l'Inter de Milan

### Distinctions individuelles
- Meilleur buteur de Série B en 1992 (19 buts) avec Brescia
- Meilleur buteur de la Coupe de l'UEFA en 1997 (8 buts) avec l'Inter de Milan

## Parcours d'entraineur
- 2008-2012 :  Aldini Calcio
- oct. 2014-2016 :  FC Ascona
- 2016-jan. 2017 :  Bustese
- sep. 2017-2018 :  FC Ascona
- sep. 2018-mai 2019 :  AC Taverne
- juin 2019-nov. 2023 :   AC Milan (équipe féminine)
- depuis juin 2005 :  AC Magenta